# Trichomycterus megantoni
Trichomycterus megantoni es una especie de peces de la familia Trichomycteridae en el orden de los Siluriformes.

## Morfología
• Los machos pueden llegar alcanzar los 10,1 cm de longitud total.

## Distribución geográfica
Se encuentra al sureste del Perú.